# Karel Balling (chemik)
Karel Joseph Napoleon Balling (21. duben 1805 Gabrielina Huť (zaniklá obec, území dnes součástí obce Kalek) – 17. březen 1868 Praha) byl český chemik. Byl profesorem chemie a v roce 1865–1866 též rektorem Pražské polytechniky.

## Život

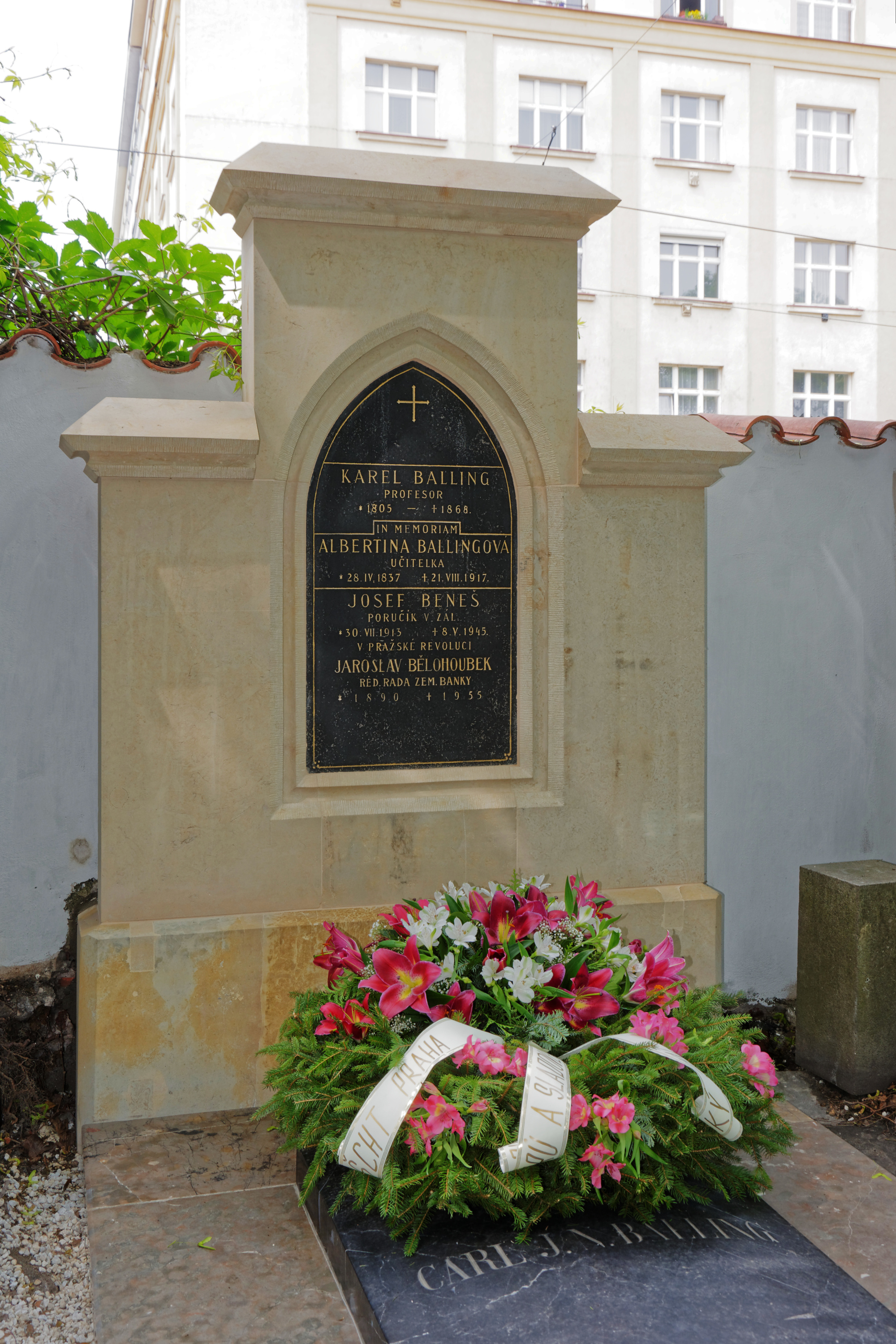
Hrob Karla Ballinga po opravě v roce 2016.

Narodil se jako třetí dítě v rodině chemika Michaela Ballinga a jeho ženy Anny. Jeho starší bratr Friedrich byl taktéž chemik. Absolvoval gymnázium v Plzni a v patnácti letech (roku 1820) nastoupil na Pražskou polytechniku. Studoval matematiku u Františka Josefa Gerstnera, přírodopis u Franze Xavera Zippe a chemii u Josefa Johanna Steinmanna. Krátce pracoval jako praktikant v železárnách. V roce 1824 nastoupil jako asistent profesora Steinmanna a v roce 1835 byl jmenován profesorem všeobecné a technické chemie.

## Cukrovarnictví
Zabýval se především kvasnou a analytickou chemií. Od druhé poloviny 30. let 19. století začal aktivně propagovat cukrovarnictví, přičemž roku 1839 vynalezl cukroměr, neboli sacharometr, který umožnil stanovit množství cukru v příslušném roztoku. Roku 1841 zdokonalil Bauméův hustoměr (areometr). Mezi jeho úspěchy patří také metodika určování kvality cukerných roztoků a zavádění nového vědeckého názvosloví (např. polarizace, sacharizace či kvocient čistoty). Balling silně propagoval vědeckou kontrolu cukrovarnické technologie, která byla dosud v rukou většinou německých empiriků a v 50. letech 19. století vychoval silnou generaci cukrovarnických teoretiků. K jeho žákům patřil vynálezce saturace v cukrovarnictví Hugo Jelínek a dále také Karel Pfleger nebo Gustav Hodek.

## Pivovarnictví
Kromě cukrovarnictví zanechal jeho chemický výzkum a vynález sacharometru nesmazatelnou stopu také v pivovarnictví. Ballingova stupnice měří hustotu extraktu původní mladiny a díky němu se začala rozlišovat stupňovitost piva. Stupnice se rozšířila i do zahraničí a po různých úpravách se používá dodnes. Vypracoval attenuační teorii kvašení a sestavil vzorec pro výpočet původní stupňovitosti mladiny z rozboru piva. Obojí se dnes používá na celém světě. Zdokonalil též sacharometr pro měření procenta cukru v mladině a zavedl jeho používání v pivovarnickém průmyslu. Připravoval též chmelové preparáty, které vstoupily do praxe teprve v 50. letech 20. století. 

## Knihovnictví
Jako mladého adjunkta na oboru chemie pověřil ředitel Královského stavovského technického učiliště František Josef rytíř Gerstner 31. května 1831 Ballinga úkolem uspořádat knihy do té doby rozptýlené u jednotlivých profesorů. Ten sbírku uspořádal do pěti oborových skupin (matematika, stavebnictví, chemie, mechanika a vojenství), pořídil index podle autorů a vedl evidenci výpůjček. O knihovnu pečoval až do r. 1865. Vytvořil tak nejstarší vrstvu dochovanou v původní podobě v historickém fondu dnešní Národní technické knihovny. Balling položil také základy systematických mineralogických sbírek. Spravoval tak nejen knihovnu, ale i další sbírky ústavu.

## Veřejné aktivity a publikační činnost
V 50. letech 19. století patřil mezi hlavní postavy Jednoty pro zvelebení průmyslu v Čechách.
Profesor Balling publikoval více než třicet knih. Pro pivovarnictví jsou důležité zejména dvě z nich. V roce 1843 vydal Die sacharometrische Bierprobe (Měření piva sacharometrem). V letech 1845 až 1847 následovala čtyřdílná Die Gärungschemie, wissentschaftlich begründet und in ihrer Adwendung auf die Bierbrauerei, Brantweinbrenneri, Hefenerzeugung, Weinbereirtung und Essigfabrikation. Zde vědecky popsal jako první na světě výrobu sladu, piva, droždí a octa. Ač byl Český Němec (Deutschböhmen) a psal německy, podporoval snahu zavést paralelní vyučování v češtině a němčině (bylo zavedeno v roce 1864). Zasloužil se též o založení technické knihovny. Je pochován v Praze, na Olšanských hřbitovech.

## Další
- Na jeho počest je jeho jménem pojmenován Ballingův sál v nové budově Národní technické knihovny. Jeho syn Karl Albert Max Balling se stal profesorem na Báňské akademii v Příbrami.

- Jeho hrob na Olšanských hřbitovech byl v roce 2016 opraven nákladem Vysoké školy chemicko-technologické v Praze a Českého svazu pivovarů a sladoven.[15][16]